# Estany del Diable
L'Estany del Diable és un estany situat a 2.332,8 m alt del terme comunal de Formiguera, a la comarca del Capcir, de la Catalunya del Nord.
Està situat a l'extrem nord-occidental del terme de Formiguera, sota mateix, al sud, del trifini amb Font-rabiosa i Orlun, sota i al sud del Puig de Terrers, a llevant de la Serra de Morters i al sud-oest de la Serra dels Serrats Verds. És damunt del Rec de la Pedra Escrita, afluent de la capçalera de la Galba.